# Eurobandið
Os Euroband são um duo islandês. Este grupo foi o representante da Islândia no Festival Eurovisão da Canção 2008.